# فرشاد فرجي
فرشاد فرجي (بالفارسية: فرشاد فرجی) هو لاعب كرة قدم إيراني في مركز الوسط، ولد في 7 أبريل 1994 في قائم شهر في إيران. شارك مع منتخب إيران لكرة القدم. أما مع النوادي، فقد لعب مع نادي برسبوليس ونادي راه آهن ونادي سايبا ونادي شهر خودرو ونادي صنعت نفط عبادان ونادي نساجي مازندران.

## وصلات خارجية
- فرشاد فرجي على موقع قاعدة بيانات كرة القدم.إي يو (الإنجليزية)
- فرشاد فرجي على موقع Soccerway.com (الإنجليزية)